# Бостонська бухта
Бо́стонська бу́хта (англ. Boston Harbor, 42°19′12″ пн. ш. 70°57′57″ зх. д. / 42.32000° пн. ш. 70.96583° зх. д.) — велика бухта в західній частини затоки Массачусетс.
На берегах бухти розташований порт Бостона. Межі бухти умовно визначаються від Уінтропа на півночі до Халла і Нантаскету на півдні. В бухті і на підході до неї розташовано безліч невеликих островів, 34 з них включені в рекреаційну територію.
При вході в бухту встановлено два маяки — один з найстаріших в країні Бостон-Лайт (острів Літтл-Брюстер) та Грейвз-Лайт (скелі Грейвз).
В бухту впадають річки Чарльз, Непонсет, Містик, Веймут-Фор і Веймут-Бек, утворюючи в гирлі невеликі естуарії.
Саме тут відбулося відоме «Бостонське чаювання».